# Assmaa Niang
Assmaa Niang (sinh ngày 4 tháng 1 năm 1983) là một judoka người Maroc.
Cô từng thi đấu tại Thế vận hội mùa hè 2016 ở Rio de Janeiro, với 70 kg nữ.